# Каваису
Каваису (или Нуа) су староседелачки народ Северне Америке. Насељени су у јужној Калифорнији од долине Техачапи и превоја Техачапи до језера Изабела и превоја Вокер. Припадају јутоастечкој породици народа, а њихов језик спада у јужнонумичку подгрупу јуто-астечких језика. У прошлости су Каваисуи одлазили због сакупљања хране у северни део пустиње Мохаве, северно и североисточно од долине Антилоп, далеко на исток све до долине Панаминт, планина Панаминт и западне ивице Долине Смрти.
Данас су неки Каваисуи регистровани као припадници „Тули Ривер Индијског племена”. Према резултатима пописа становништва из 2010. у САД их је било 60 (Каваису и мешаног порекла).

## Историја
Пре контакта са Европљанима, Каваисуи су живели у сталним зимским селима у којим је живело од 60 до 100 људи. Они су се у летњим месецима делили на мање групе, које су тада у планинама и пустињама сакупљале плодове биљака и ловиле дивљач.
Каваисуи су језички и културно сродни Јужним Пајутима који су живели у југозападној Невади и Чимеуевима који су живели у источном делу пустиње Мохаве у Калифорнији. Могуће је да су у прошлости живели у пустињи пре него што су се населили у област око планине Техачапи, пре око 2.000 година или раније.
Каваисуи су били познати и под неколико других имена, укључујући Калиенте, Пајут и Техачапи Индијанци, а њихово сопствено име за себе је било Нуа или „људи”. Каваисуи су одржавали пријатељске односе са суседним народом Китанемуцима, а такође су са Јокатима својим суседима из долине Сан Хоакин заједно ловили антилопе (заједничко гоњење антилопа (усмеравање крда антилопа у замке)).

## Језик
Каваишки или техачапски језик спада у јужнонумичку подгрупу јуто-астечких језика. Суседи Каваисуа су били: на истоку Чимеуеви чији језик такође припада јужнонумичкој групи јуто-астечких језика; народи који су говорили јуто-астечким језицима, а који нису припадали нумичкој групи: Китанемуци на југу, чији језик припада такичкој групи и Тубатулабали који су живели на северу, а чији језик је изоловани језик у оквиру јутоастечке породице; на западу су живели Јокати, чији језик није јуто-астечки језик.

## Процене броја Каваисуа
Процене броја припадника народа Каваису и осталих домородаца Калифорније пре контакта са Европљанима значајно се разликују. Алфред Л. Кребер је проценио да је комбинована популација народа Каваису, Косо и Чимеуеви око 1770. године била 1.500. Према његовој процени број преживелих припадника ових народа је 1910. године био 500.